# Paullinia caloptera
Paullinia caloptera är en kinesträdsväxtart som beskrevs av L. Radlk.. Paullinia caloptera ingår i släktet Paullinia och familjen kinesträdsväxter. Inga underarter finns listade i Catalogue of Life.